# مارسيلو ساليناس
مارسيلو ساليناس (بالإسبانية: Marcelo Salinas)‏ هو لاعب كرة قدم تشيلي في مركز حراسة المرمى، ولد في 29 مايو 1995 في لانغنهاغن في ألمانيا. لعب مع يونيون إسبانيولا.

## وصلات خارجية
- مارسيلو ساليناس على موقع قاعدة بيانات كرة القدم.إي يو (الإنجليزية)
- مارسيلو ساليناس على موقع Soccerway.com (الإنجليزية)
- مارسيلو ساليناس على موقع عالم كرة القدم.نت (الإنجليزية)